# Милтијад
Милтијад (Млађи) (грч. Μιλτιάδης, око 550–489. године п. н. е) био је старогрчки атински војсковођа и тиранин Херсонеса Трачког. Његов син Кимон био је важан атински државник 470-их и 460-их година п. н. е.